# 니시무라 요헤이
니시무라 요헤이(일본어: 西村 洋平, 1993년 6월 1일 ~ )는 일본의 축구 선수이다.

## 구단 경력
그는 2016년부터 2018년까지 J리그의 도치기 SC, 후지에다 MYFC에서 활동하였다.